# Verizon Communications
«Вера́йзон Комьюнике́йшенс» (Verizon Communications, [veˈraɪzn kəˌmjunɪˈkeɪʃnz]) — американская телекоммуникационная компания. Более двух третей выручки даёт дочернее общество Verizon Wireless, которое является крупнейшим в США поставщиком услуг беспроводной связи. Корпоративный компонент Dow Jones Industrial Average. Штаб-квартира компании находится на Манхэттене, в Нью-Йорке, сама компания зарегистрирована в штате Делавэр.

## История
История компании начинается с Bell Telephone Company (телефонной компании Белла), основанной в 1877 году. С 1899 года она стала называться AT&T и долгое время удерживала монополию на услуги телефонной связи в США. В 1984 году под давлением Министерства юстиции США была разделена на семь региональных телефонных компаний и компанию дальней связи AT&T Communication. Одна из региональных компаний, работающая на восточном (атлантическом) побережье США, получила название Bell Atlantic, её штаб-квартира была расположена в Пенсильвании. Она осуществляла деятельность в Нью-Джерси, Пенсильвании, Делавэре, Мэриленде, Западной Вирджинии, Вирджинии и столичном округе Колумбия.
В 1996 году, после слияния с ещё одной из семи частей AT&T, компанией NYNEX, Bell Atlantic расширила регион обслуживания на штаты Новой Англии (Мэн, Массачусетс, Нью-Гэмпшир, Род-Айленд и Вермонт), а также штат Нью-Йорк. Штаб-квартира переместилась в город Нью-Йорк.
В 2000 году в результате слияния компании Bell Atlantic и крупнейшего независимого оператора телефонной связи в США, компании GTE, образовалась компания Verizon Communications (verizon от латинского  veritas, истина, и английского horizon, горизонт).
В том же году было образовано совместное предприятие Verizon Wireless, в которой доля Verizon Communications была 55 %, а британской компании Vodafone — 45 %. В начале 2014 года американская компания выкупила долю британской.
В январе 2006 года приобрела компанию MCI, оказывающую услуги связи по IP-протоколу. В июне 2008 года Verizon Wireless приобрела часть сети компании Alltel за $28,1 млрд.
С 2005 года Verizon Communications начала сокращать сеть проводной телефонии, сконцентрировавшись на мобильной связи.
В июне 2015 года был куплен американский медиаконгломерат AOL. В июле 2016 года была поглощена компания Yahoo!; сумма сделки составила $4,48 млрд (изначальная цена в 4,8 млрд сократилась из-за новостей о двух уязвимостях в системе безопасности, от которых пострадало более миллиарда клиентов Yahoo!). 13 июня 2017 года обе компании были объединены в дочернее общество Oath Inc., которое с 2019 года называлось Verizon Media.
5 марта 2021 года компания сообщила в своём пресс-релизе о продаже Verizon Media, включающей в себя Yahoo и AOL, за $5 млрд. Покупателем выступила частная инвестиционная компания Apollo Global Management. В ходе сделки Verizon получил $4,25 млрд наличными и $750 млн в виде доли в 10 % в Verizon Media, которая была переименована в Yahoo. Сделка была завершена 1 сентября 2021 года.
В ноябре 2021 года у América Móvil за 6,9 млрд долларов был куплен виртуальный оператор TracFone Wireless; он был основан в 1996 году в Майами (Флорида), на момент покупки у него было 20 млн абонентов и 90 тыс. торговых точек по продаже мобильных телефонов и аксессуаров.

## Собственники и руководство
Акции компании с 2000 года котируются на Нью-Йоркской фондовой бирже. Институциональным инвесторам по состоянию на начало 2023 года принадлежало 63 % акций, крупнейшими из них были: The Vanguard Group (8,5 %), BlackRock (7,9 %), State Street Global Advisors (4,2 %), Charles Schwab Corporation (2,0 %), Geode Capital Management (1,9 %), Morgan Stanley (1,6 %), Bank of America (1,5 %).
Ханс Вестберг (Hans Vestberg, род. 23 июня 1965 года в Швеции) — председатель совета директоров и главный исполнительный директор (CEO) с 2018 года, в компании с 2017 года, до этого возглавлял Ericsson (с 2010 по 2016 год). Также был председателем Шведской федерации гандбола (2007—2016) и президентом Олимпийского комитета Швеции (2016—2018).

## Деятельность
Подразделения по состоянию на 2022 год:
- Verizon Consumer Group — телекоммуникационные услуги розничным клиентам, включая мобильную связь под брендами Verizon и TracFone (115 млн абонентов), стационарную связь в 9 штатах северо-востока США, широкополосный доступ к интернету через волоконно-оптическую сеть Fios (7,9 млн абонентов); 76 % выручки.
- Verizon Business Group — телекоммуникационные услуги компаниям и госучреждениям, включая проводную и беспроводную связь, создание корпоративных локальных сетей, информационную защиту, предоставление своих сетей в пользование виртуальным операторам связи; 23 % выручки.

Помимо этого, компании принадлежит крупный бизнес по выпуску телефонных справочников, а также занимается продажей мобильных телефонов, модемов и другой подобной аппаратуры. Выручка за 2022 год составила 136,8 млрд долларов, из них 27,2 млрд пришлось на продажу аппаратуры. Активы на конец года составили 379,7 млрд долларов, из них 149,8 млрд — приобретенные лицензии на частоты сотовой связи.
В списке крупнейших публичных компаний в мире Forbes Global 2000 за 2022 год Verizon Communication заняла 19-е место. В списке крупнейших компаний США по размеру выручки Fortune 500 заняла 23-е место.
Основные конкуренты компании: AT&T, Sprint Corporation и T-Mobile USA.
|                | 2001…  | 2006…  | 2011  | 2012  | 2013   | 2014  | 2015  | 2016  | 2017  | 2018  | 2019  | 2020  | 2021  | 2022  |
| -------------- | ------ | ------ | ----- | ----- | ------ | ----- | ----- | ----- | ----- | ----- | ----- | ----- | ----- | ----- |
| Выручка        | 66,51… | 88,18… | 110,8 | 115,8 | 120,6  | 127,1 | 131,6 | 126,0 | 126,0 | 130,9 | 131,9 | 128,3 | 133,6 | 136,8 |
| Чистая прибыль | 0,389… | 5,480… | 2,404 | 0,875 | 11,497 | 9,625 | 18,38 | 13,13 | 30,10 | 15,53 | 19,27 | 17,80 | 22,07 | 21,26 |
| Активы         | 170,8… | 188,8… | 230,5 | 225,2 | 274,1  | 232,7 | 244,6 | 244,2 | 257,1 | 264,8 | 291,7 | 316,5 | 366,6 | 379,7 |

## Дочерние общества
Список основных дочерних обществ компании Verizon Communications и места их регистрации:
- Verizon Delaware LLC (Делавэр)
- Verizon Maryland LLC (Делавэр)
- Verizon New England Inc. (Нью-Йорк)
- Verizon New Jersey Inc. (Нью-Джерси)
- Verizon New York Inc. (Нью-Йорк)
- Verizon Pennsylvania LLC (Делавэр)
- Verizon Virginia LLC (Виргиния)
- AirTouch Cellular Inc. (Калифорния)
- Alltel Corporation (Делавэр)
- Bell Atlantic Mobile Systems LLC (Делавэр)
- Cellco Partnership (Verizon Wireless, Делавэр)
- GTE Wireless LLC (Делавэр)
- MCI Communications Services LLC (Делавэр)
- MCI International LLC (Делавэр)
- Verizon Americas LLC (Делавэр)
- Verizon Business Global LLC (Делавэр)
- Verizon Business Network Services LLC (Делавэр)
- Verizon Online LLC (Делавэр)